# Chidi Odiah
Chukwudi « Chidi » Odiah est un footballeur nigérian né le 17 décembre 1983 à Port Harcourt jouant au poste de défenseur droit.

## Biographie
Sixième de sa famille, il participe au championnat auquel participe la ville de Port Harcourt. Remarqué alors par les recruteurs de Dolphin Football il y signe rapidement un contrat et y jouera jusqu'en 1999.
En 2000, il change de club tout en restant au Nigeria, il va au Julius Berger. Puis en 2001, il va en Moldavie pour jouer avec le Sheriff Tiraspol. Avec ce club, il remporte la même année de son arrivée la Coupe de Moldavie. De plus, avec son équipe nationale des moins de 17 ans, il remporte la Coupe d'Afrique des nations des moins de 17 ans. Au total, il remportera avec ce club deux fois la Coupe de Moldavie ainsi que la Coupe de la CEI de football.
En 2004, Chidi Odiah signe un contrat avec le CSKA Moscou pour 1,2 million d'euros. Pour le CSKA, Odiah débute dans le match contre le FK Rostov le 7 avril 2004 (victoire 3 - 1). Avec le CSKA, il est à deux reprises Champion de Russie en 2005 et 2006, vainqueur de trois Coupes de Russie en 2005, 2006 et 2008 ainsi que de deux Supercoupes de Russie en 2006 et 2007 mais son principal trophée reste la Coupe de l'UEFA de 2005 (victoire 3 - 1).

## Palmarès professionnel
- Champion de Russie en 2005 et 2006.
- Vice-champion de Russie en 2004 et 2008.
- Vainqueur de la Coupe de Russie : 2005, 2006 et 2008.
- Vainqueur de la Supercoupe de Russie : 2006 et 2007.
- Vainqueur de la Coupe UEFA en 2005.